# باشگاه ورزشی فورتالزا
باشگاه ورزشی فورتالزا (پرتغالی: Fortaleza Esporte Clube) یک باشگاه در کشور برزیل است.
این باشگاه که در شهر فورتالزا قرار دارد در سال ۱۹۱۸ میلادی تأسیس شده است و سابقه ۲ نایب قهرمانی در لیگ برتر فوتبال برزیل و یک نایب قهرمانی در جام سودامریکانا را دارد.

## افتخارات
قهرمانی سئارنسه (۴۶): ۱۹۲۰, ۱۹۲۱, ۱۹۲۳, ۱۹۲۴, ۱۹۲۶, ۱۹۲۷, ۱۹۲۸, ۱۹۳۳, ۱۹۳۴, ۱۹۳۷, ۱۹۳۸, ۱۹۴۶, ۱۹۴۷, ۱۹۴۹, ۱۹۵۳, ۱۹۵۴, ۱۹۵۹, ۱۹۶۰, ۱۹۶۴, ۱۹۶۵, ۱۹۶۷, ۱۹۶۹, ۱۹۷۳, ۱۹۷۴, ۱۹۸۲, ۱۹۸۳, ۱۹۸۵, ۱۹۸۷, ۱۹۹۱, ۱۹۹۲, ۲۰۰۰, ۲۰۰۱, ۲۰۰۳, ۲۰۰۴, ۲۰۰۵, ۲۰۰۷, ۲۰۰۸, ۲۰۰۹, ۲۰۱۰, ۲۰۱۵, ۲۰۱۶, ۲۰۱۹, ۲۰۲۰, ۲۰۲۱, ۲۰۲۲, ۲۰۲۳
جام شمال شرقی (۳): ۲۰۱۹، ۲۰۲۲، ۲۰۲۴
تورنمنت شمال-شمال شرقی (۱): ۱۹۷۰